# Lesko (gromada)
Lesko – dawna gromada, czyli najmniejsza jednostka podziału terytorialnego Polskiej Rzeczypospolitej Ludowej w latach 1954–1972.
Gromady, z gromadzkimi radami narodowymi (GRN) jako organami władzy najniższego stopnia na wsi, funkcjonowały od reformy reorganizującej administrację wiejską przeprowadzonej jesienią 1954 do momentu ich zniesienia z dniem 1 stycznia 1973, tym samym wypierając organizację gminną w latach 1954–1972.
Gromadę Lesko z siedzibą GRN w mieście Lesku (nie wchodzącym w jej skład) utworzono – jako jedną z 8759 gromad na obszarze Polski – w powiecie leskim w woj. rzeszowskim na mocy uchwały nr 25/54 WRN w Rzeszowie z dnia 5 października 1954. W skład jednostki weszły obszary dotychczasowych gromad Huzele, Glinne, Jankowce, Posada Leska, Postołów i Wola Postołowa ze zniesionej gminy Lesko, obszar dotychczasowej gromady Weremień ze zniesionej gminy Hoczew oraz miejscowość Zasanie z miasta Leska w tymże powiecie. Dla gromady ustalono 14 członków gromadzkiej rady narodowej.
1 stycznia 1969 z gromady Lesko wyłączono część wsi Posada Leska o powierzchni 65,1363 ha, włączając ją do miasta Leska w tymże powiecie.
W 1971 roku gromada Lesko liczyła 1943 mieszkańców, zamieszkujących miejscowości: Glinne (365), Huzele (448), Jankowce (399), Łączki (70), Posada Leska (255), Postołów (162), Weremień (157), Wola Postołowa (87) i Zasanie (0).
1 listopada 1972, w związku ze zniesieniem powiatu leskiego, gromada weszła w skład nowo utworzonego powiatu bieszczadzkiego w tymże województwie.
Gromada przetrwała do końca 1972 roku, czyli do kolejnej reformy gminnej. 1 stycznia 1973 – tym razem w powiecie bieszczadzkim – reaktywowano gminę Lesko (od 2002 gmina Lesko znajduje się ponownie w powiecie leskim).